# Ферлини, Джузеппе

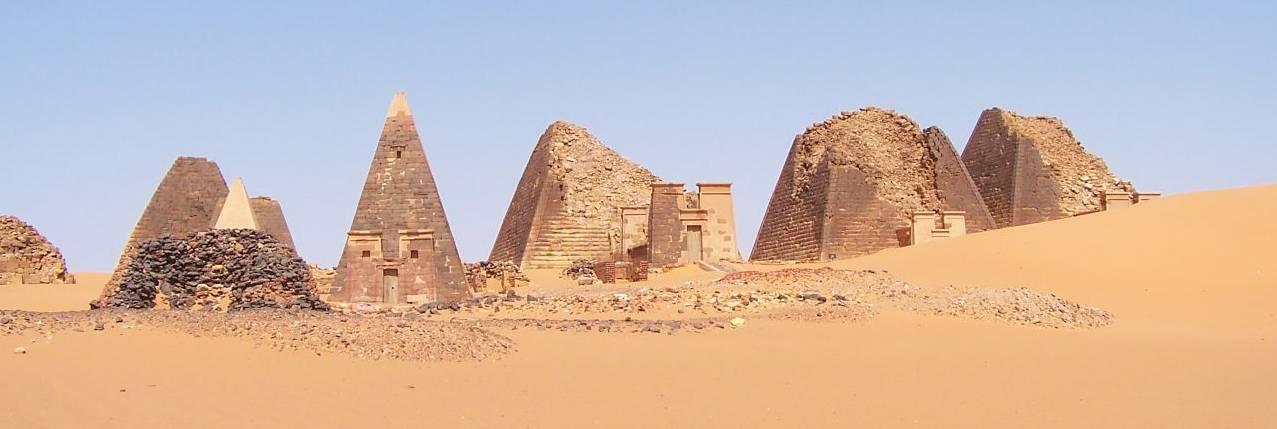
Пирамиды Мероэ, разграбленные Ферлини в 1834 году

Джузеппе Ферлини (итал. Giuseppe Ferlini; 23 апреля 1797, Болонья, — 29 декабря 1870) — итальянский врач и авантюрист.
Джузеппе служил в Сеннаре и Хартуме хирургом египетской армии. В 1834 году Ферлини захотел найти сокровища нубийских пирамид Мероэ. По его предположению погребальные комнаты с богатствами располагались в самих пирамидах (на самом деле гробницы располагались в скале, под пирамидами). Из-за своей ошибочной версии Джузеппе разрушил до основания 5 монументов, однако при раскопках пирамиды царицы Аманишакеты ему всё таки удалось найти клад с драгоценностями.
К востоку от места нахождения тайника Ферлини обнаружил туннель с каменными блоками, которые по его версии были частями ещё более богатой гробницы. Желая сохранить в тайне свою находку, он уволил всех рабочих, проводивших раскопки первых пирамид. В ответ на это рабочие подняли мятеж, и Ферлини был вынужден бежать в Италию вместе с драгоценностями Аманишакеты, которые он пытался продать различным музеям, но в то время в Европе никто не верил, что такие высококачественные драгоценности могли происходить из Черной Африки. Наконец они были куплены музеями Берлина и Мюнхена, где находятся и поныне.
Согласно книге Пола Теру Dark Star Safari, в стремлении к наживе Джузеппе Ферлини использовал взрывчатку для взрыва пирамид. В результате, он почти сровнял с землёй пирамиду царицы Аманишакеты. Он также виновен в варварском разрушении пирамид Ван бен Нака (англ. Wad ban Naqa) в восьмидесяти километрах вверх по течению Нила от Мероэ.
В 1837 году в Болонье был опубликован доклад о его раскопках. В 1838 году он был издан в Риме на французском языке.